# Leon Lewandowski
Leon Lewandowski (ur. 1926 we wsi Pałka, zm. 26 marca 2021) – polski skrzypek ludowy, solista oraz członek kapeli z Jagodzińca koło Brzezin, powiat kaliski. Laureat Nagrody im. Oskara Kolberga (2019).

## Życiorys
W grze na skrzypcach był samoukiem – uczył się grać, słuchając gry innych muzykantów. Jako kilkunastoletni chłopiec grał na skrzypcach do tańca polki, oberki, owijoki, sam i w kapeli z 2-strunnymi basami dłubanymi. Pierwsze skrzypce kupił mu ojciec na odpuście.
Po II wojnie grał w kapeli ze swym wujem Majowskim, grającym na warszawskiej harmonii dwurzędowej. Później muzykant w różnych kapelach weselnych, m.in. kapeli Strzelców. Grał na weselach do 1970 roku. Po zakończeniu aktywności weselnej sporadycznie występował na przeglądach folklorystycznych. Od 1985 r. członek Kapeli Ludowej „Brzeziny” przy Gminnym Ośrodku Kultury w Brzezinach.
Po roku 2000 nastąpił powrót muzykanta do aktywnego grania, głównie za sprawą przyjeżdżających do niego uczniów – adeptów starodawnej gry skrzypcowej. Jego pierwszym „miejskim” uczniem i animatorem działań był Mateusz Raszewski. Od tego czasu Leon Lewandowski zaczął prowadzić warsztaty skrzypcowe, udzielał wywiadów dla radia i telewizji (m.in. magazyn Źródła programu 2 PR, programy telewizyjne „Dzika Muzyka – Basy znad Prosny” TVP Kultura oraz „Szlakiem Kolberga”). Występował na Festiwalu Wszystkie Mazurki Świata. W 2018 roku otrzymał nagrodę im. Oskara Kolberga, oraz został objęty programem „Mistrz Tradycji” MKiDN. W ostatnich latach jego życia wydano dwie płyty CD z jego nagraniami solowymi oraz z towarzyszeniem kapeli. W 2019 roku płyta z jego muzyką otrzymała nagrodę Fonogram Źródeł.

## Nagrody
- 2008 – Srebrny Krzyż Zasługi[7]
- 2017 – medal Zasłużony dla Kultury Polskiej
- 2011 – Odznaka Honorowa „Za zasługi dla Województwa Wielkopolskiego”
- 2019 – Nagroda im. Oskara Kolberga

## Dyskografia
- cd i kaseta Kapeli “Brzeziny”
- 2017 – „Nie takie wolne kawołki… Leon Lewandowski. Skrzypek z Jagodzińca”; wyd. CKiS w Kaliszu[8]
- 2019 – „Leon Lewandowski. Skrzypek znad Prosny”; wyd. Fundacja Dorzecze Prosny, Muzyka Odnaleziona[9]